# Anthanassa genigueh
Anthanassa genigueh är en fjärilsart som beskrevs av Tryon Reakirt 1865. Anthanassa genigueh ingår i släktet Anthanassa och familjen praktfjärilar. Inga underarter finns listade i Catalogue of Life.